# Kinetische Kunst

Willi Reiche, Every brass you take, 2019

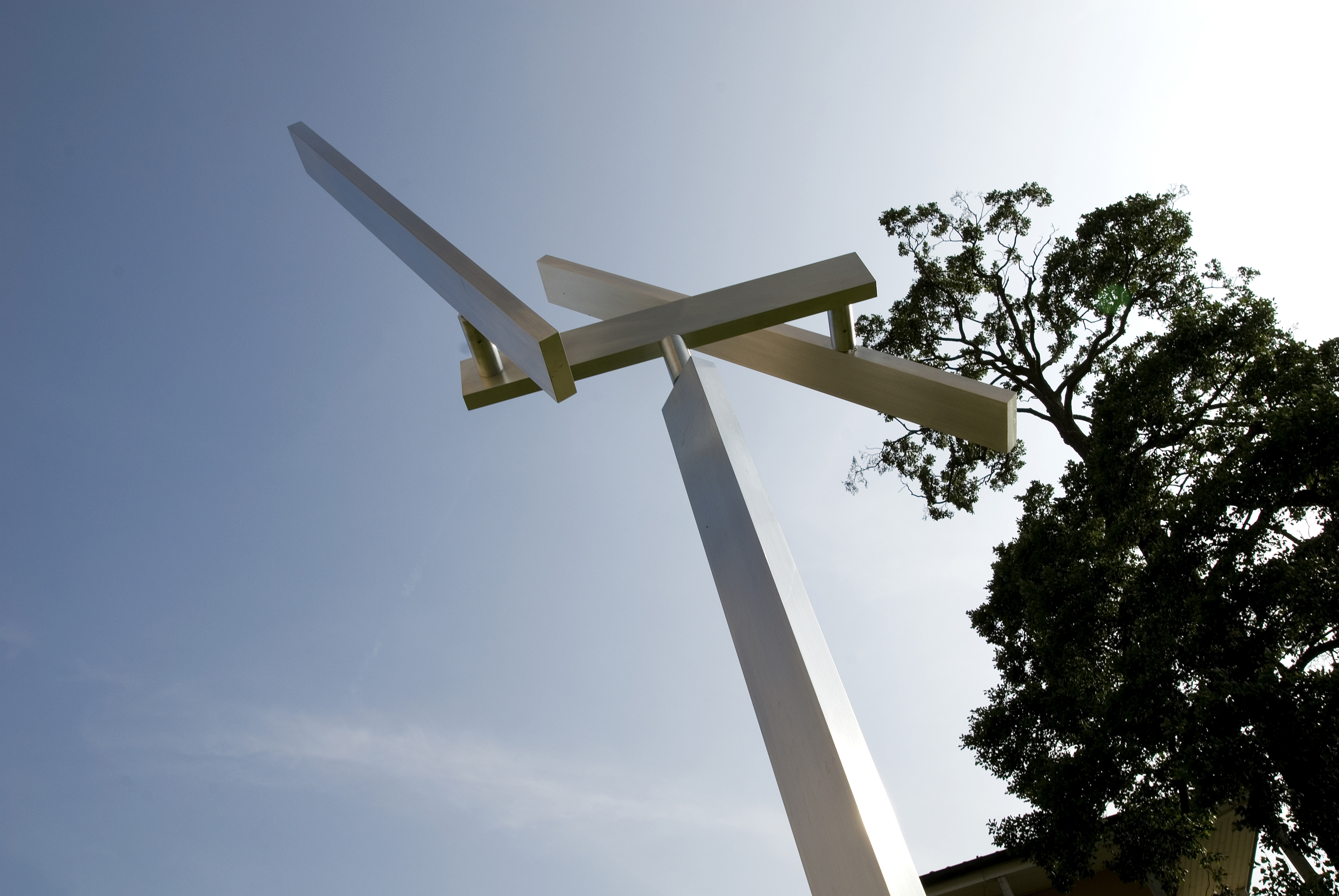
Michael Hischer, WV 260

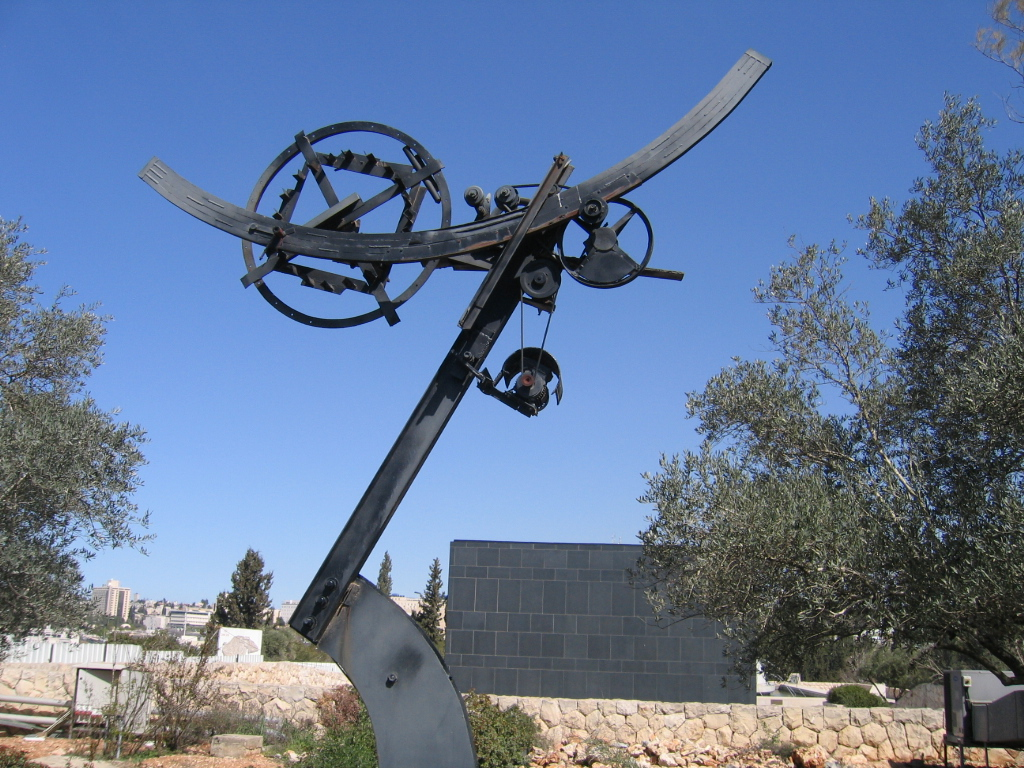
Jean Tinguely, Eos

George Rickey, Vier Vierecke im Geviert, 1969

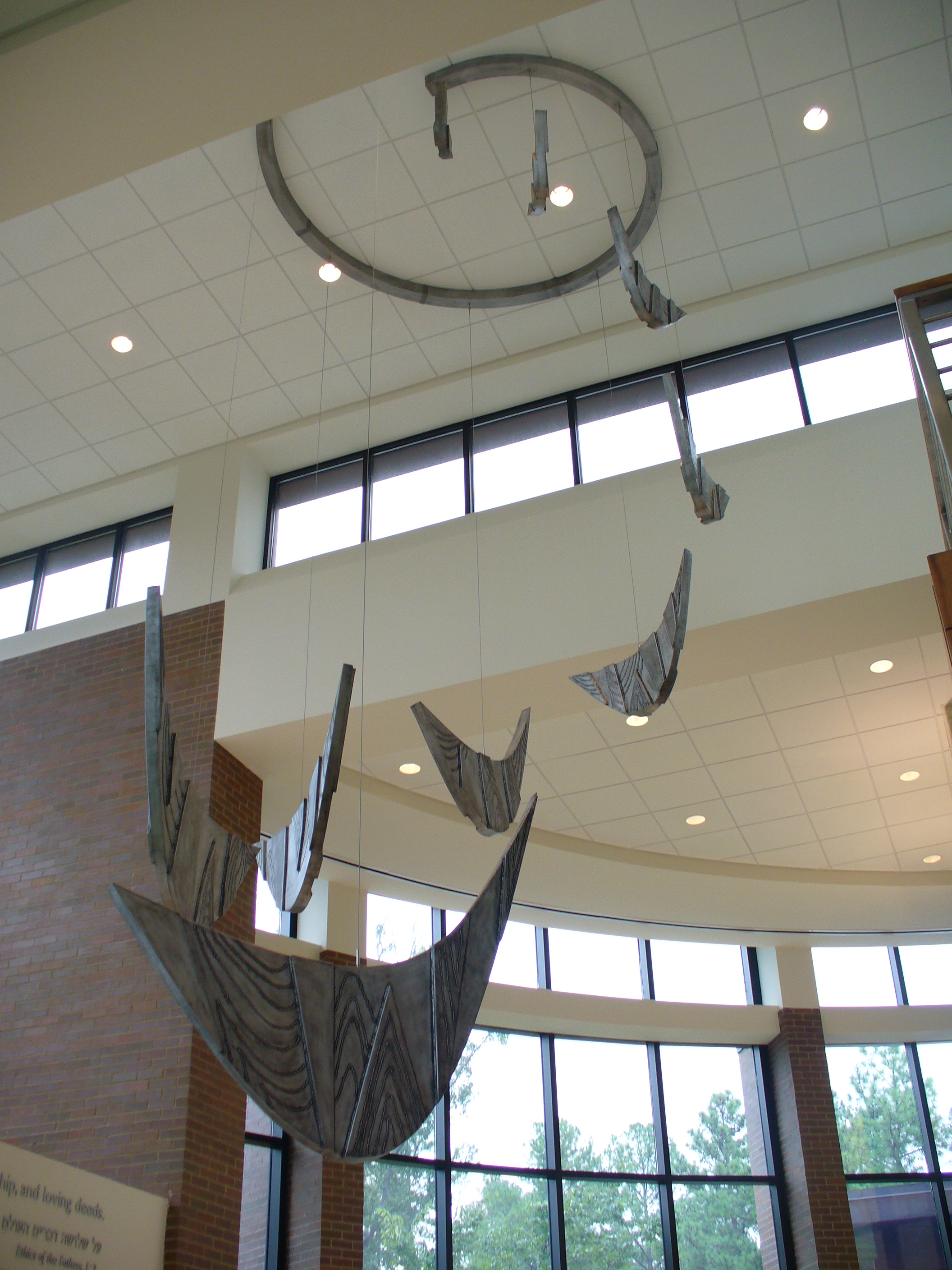
David Ascalon, Wings to the Heavens, 2008. Kinetische Kunst, Aluminum, Memphis, Tennessee, USA

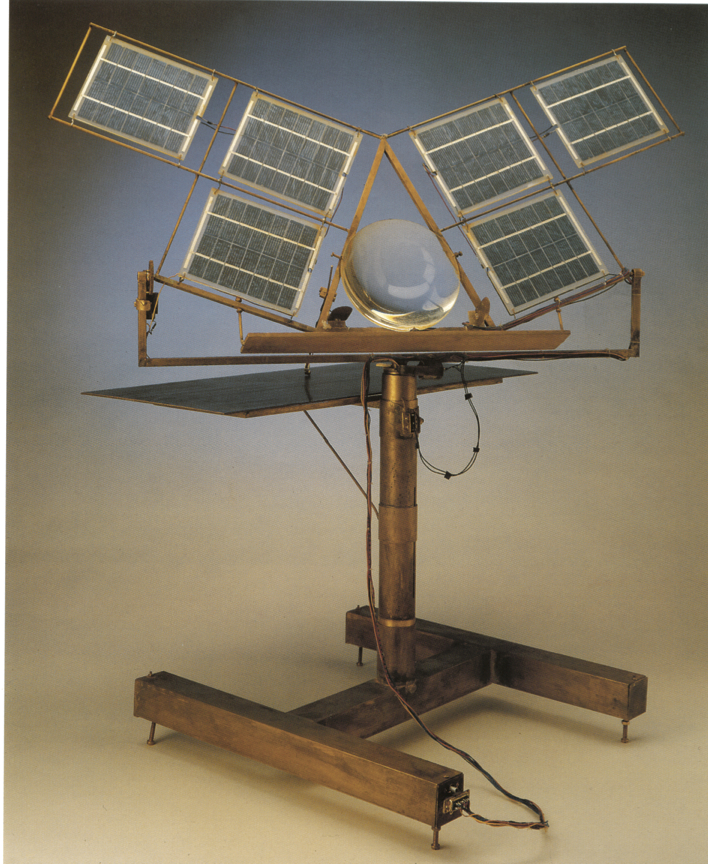
Marc van den Broek, Sonnenschreiber, 1986

Uli Aschenborn, Männlicher Lebenszyklus – angestrahlte sich drehende Skulptur, 2003

Uli Aschenborn, die Augen der Frau drehen sich dem Betrachter hinterher, wenn dieser sich bewegt, 2009

Kinetische Kunst ist eine Ausdrucksform, in der die Bewegung als integraler ästhetischer Bestandteil des Kunstobjekts Beachtung findet. Auch dann, wenn sich das Objekt scheinbar verändert, weil sich der Betrachter bewegt (s. den Künstler Carlos Cruz-Diez und unten das Video des Frauenbildes von Uli Aschenborn) oder auch eine Illusion eine Bewegung vortäuscht (Youri Messen-Jaschin). Daher gilt die Op-Art manchen Betrachtern als kinetische Kunst.

## Geschichte
Die kinetische Kunst wurde in den 1950er und 1960er Jahren populär. Ihre vormodernen Ursprünge liegen in den kunstgewerblichen mechanischen Apparaten und ästhetischen Wasserspielen der Barockzeit. In der Moderne sind ihre Anfänge in den kinetischen Licht- und Bewegungsobjekten Marcel Duchamps und Man Rays ebenso zu finden wie in den konstruktivistischen Maschinen der Künstler Wladimir Tatlin, Naum Gabo, Alexander Rodtschenko und László Moholy-Nagy. Einige Künstler, wie Alexander Calder und Jean Tinguely, arbeiten auch mit vorgefundenen Materialien und Objekten und führen damit das Konzept des Objet trouvé fort.
Eine Weiterführung der kinetischen Kunst ist die kybernetische Kunst, in der das Kunstwerk auf äußere Einflüsse, insbesondere auch auf Manipulationen von Personen, reagiert (z. B. Nicolas Schöffers Spatiodynamische Türme). 
Die technischen Konstruktionen werden oft durch die Naturkräfte Wind (siehe Mobile), Wasser und Gravitation (siehe Kugelbahnen) angetrieben. Aber auch Motoren (s. u. Video der Skulptur von Uli Aschenborn), Uhrwerke und manuelle Antriebe kommen zum Einsatz. Heutige Künstler kinetischer Kunst sind oft auf dem neusten Stand der Technik, computergesteuerte Objekte sind keine Seltenheit mehr.
Die kinetische Kunst ist nicht zu verwechseln mit dem Kinetismus, bei dem die Bewegungen ohne äußere Einflüsse in den Werken zum Ausdruck kommen.

## Vertreter der kinetischen Kunst (Auswahl)

### Hauptvertreter
- Yaacov Agam
- Pol Bury
- Alexander Calder
- Rebecca Horn
- George Rickey
- Jesús Rafael Soto
- Jean Tinguely

### Weitere Vertreter
- David Ascalon
- Uli Aschenborn
- Friedrich Becker
- Anton Berger
- Marc van den Broek
- Siegfried Cremer
- Carlos Cruz-Diez
- Charly-Ann Cobdak
- Gianni Colombo
- Friedel Deventer
- Hugo Demarco
- Milan Dobeš
- Bernward Frank
- Arthur Ganson
- Rolf Glasmeier
- Gerhard von Graevenitz
- Franz Gsellmann
- Günter Haese
- Jeppe Hein
- Michael Hischer
- Gernot Huber
- Irma Hünerfauth
- Theo Jansen
- Klaus Kammerichs
- Hans-Michael Kissel
- Gyula Kosice
- Piotr Kowalski
- Harry Kramer
- Julio Le Parc
- Gereon Lepper
- Kenneth Martin
- David Medalla
- Youri Messen-Jaschin
- Hans-Walter Müller
- Christian Nienhaus
- Lev V. Nussberg
- Alejandro Otero
- Willi Reiche
- Karl-Ludwig Schmaltz
- Hans Schohl
- Hein Sinken
- Curt Stenvert
- Takis
- Paul Talman
- Christian Tobin
- Günter Tollmann
- Per Olof Ultvedt
- Hanns-Martin Wagner
- Jörg Wiele

### Künstlergruppen
- die Künstlergruppe Groupe de Recherche d’Art Visuel
- die Künstlergruppe ZERO mit ihren Gründungsmitgliedern Otto Piene, Heinz Mack, Hans Salentin und Günther Uecker.

## Sammlungen
- Kinetische Abteilung im Kunstmuseum Gelsenkirchen. Die seit den 1960er Jahren aufgebaute Sammlung gehört zu den umfangreichsten in Europa.
- Das MAD-Museum in Stratford-upon-Avon präsentiert ausschließlich Mechanical Art and Design